# Svetlana Kormilicynová
Svetlana Anatoljevna Kormilicynová (rusky Светлана Анатольевна Кормилицына; * 11. srpna 1984 Kaluga, Sovětský svaz) je bývalá ruská sportovní šermířka, která se specializovala na šerm šavlí. Rusko reprezentovala v prvním a druhém desetiletí jednadvacátého století. V roce 2010 získala titul mistryně Evropy v soutěži jednotlivkyň. S ruským družstvem šavlistek vybojovala v roce 2010 titul mistryň světa a v roce 2004 titul mistryň Evropy.